# Olympische Sommerspiele 2000/Teilnehmer (Vanuatu)
| Gelbes Symbol für Goldmedaillen mit stilisierten Olympischen Ringen | Graues Symbol für Silbermedaillen mit stilisierten Olympischen Ringen | Braundes Symbol für Bronzemedaillen mit stilisierten Olympischen Ringen |
| ------------------------------------------------------------------- | --------------------------------------------------------------------- | ----------------------------------------------------------------------- |
| —                                                                   | —                                                                     | —                                                                       |

Vanuatu nahm an den Olympischen Sommerspielen 2000 in der australischen Metropole Sydney mit drei Sportlern, einer Frau und zwei Männern, in drei Sportarten teil.
Seit 1988 war es die vierte Teilnahme des Inselstaats bei Olympischen Sommerspielen.

## Flaggenträger
Die Leichtathletin Mary-Estelle Kapalu trug die Flagge Vanuatus während der Eröffnungsfeier im Stadium Australia.

## Teilnehmer nach Sportart

### Bogenschießen
- François Latil
Männer, Einzel: 61. Platz

### Leichtathletik
- Mary-Estelle Kapalu
Frauen, 400 m Hürden: in der 1. Runde ausgeschieden (1:02,68 min)
- Abraham Kepsin
Männer, 100 m: in der 1. Runde ausgeschieden (11,12 s)